# マイセル・マローン
マイセル・マローン（Maicel Malone-Wallace、1969年6月6日 - ）は、アメリカ合衆国の陸上競技選手。1990年代に活躍した女子短距離選手。1996年アトランタオリンピックの金メダリストである。インディアナ州インディアナポリス出身。

## 経歴
マローンは、1986年の世界ジュニア選手権の100mで銅メダル、2年後の同大会の400mで銀メダルとジュニアのころから活躍。1991年のユニバーシアードの400mと4×400mリレーを制した後、1993年のシュトゥットガルトの世界選手権の4×400mで金メダルを獲得。初めてのオリンピックとなった1996年アトランタオリンピックの4×400mリレーでも、ロシェル・スティーブンス、キム・グラハム、ジール・マイルス＝クラークとともに金メダルを獲得した。
アトランタオリンピックの後も、1997年と1999年の世界選手権の4×400mリレーでも銀メダルを獲得している。
マローンは、フロリダ大学、フロリダ州立大学のコーチを務めた後、現在はタラハシーにあるフロリダA&M大学のヘッドコーチを務めている。

## 自己ベスト
- 100m - 11秒47 (1991年)
- 200m - 22秒80 (1995年)
- 400m - 50秒05 (1994年)

## 主な実績
| 年   | 大会                     | 場所                       | 種目         | 結果      | 記録      |
| ---- | ------------------------ | -------------------------- | ------------ | --------- | --------- |
| 1986 | 世界ジュニア陸上選手権   | アテネ(ギリシャ)           | 100m         | 3位       | 11秒49    |
| 1986 | 世界ジュニア陸上選手権   | アテネ(ギリシャ)           | 200m         | 3位（sf） | 23秒72    |
| 1988 | 世界ジュニア陸上選手権   | サドバリー(カナダ)         | 400m         | 2位       | 52秒23    |
| 1991 | ユニバーシアード         | シェフィールド(イギリス)   | 400m         | 1位       | 50秒65    |
| 1991 | ユニバーシアード         | シェフィールド(イギリス)   | 4×400mリレー | 1位       | 3分27秒93 |
| 1991 | パンアメリカン競技大会   | ハバナ(キューバ)           | 4×400mリレー | 1位       | 3分24秒21 |
| 1993 | 世界陸上選手権           | シュトゥットガルト(ドイツ) | 4×400mリレー | 1位       | 3分16秒71 |
| 1994 | IAAFグランプリファイナル | パリ(フランス)             | 400m         | 3位       | 50秒33    |
| 1995 | 世界陸上選手権           | イェーテボリ(スウェーデン) | 400m         | 7位       | 50秒99    |
| 1996 | オリンピック             | アトランタ(アメリカ合衆国) | 400m         | 6位（sf） | 51秒16    |
| 1996 | オリンピック             | アトランタ(アメリカ合衆国) | 4×400mリレー | 1位       | 3分20秒91 |
| 1997 | 世界陸上選手権           | アテネ(ギリシャ)           | 400m         | 5位（sf） | 51秒40    |
| 1997 | 世界陸上選手権           | アテネ(ギリシャ)           | 4×400mリレー | 2位       | 3分21秒03 |
| 1999 | 世界陸上選手権           | セビリヤ(スペイン)         | 400m         | 8位（sf） | 50秒93    |
| 1999 | 世界陸上選手権           | セビリヤ(スペイン)         | 4×400mリレー | 2位       | 3分22秒09 |

- sfは準決勝、qfは2次予選、qは1次予選